# Síncrotron

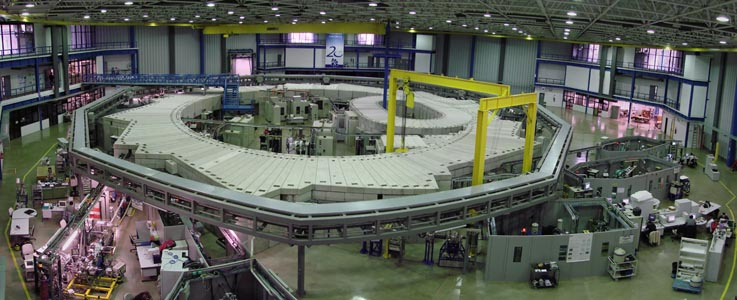
Fotografia panorâmica do Laboratório Nacional de Luz Síncrotron, em Campinas, estado de São Paulo, o primeiro acelerador de partículas do tipo síncrotron do hemisfério sul.

Um síncrotron (português brasileiro) ou sincrotrão (português europeu) é um tipo particular de acelerador cíclico de partículas, originado do cíclotron, em que o feixe de partículas viaja ao longo de um caminho fechado. O campo magnético que curva o feixe de partículas em seu caminho fechado aumenta com o tempo durante o processo de aceleração, sendo sincronizado com a crescente energia cinética das partículas (ver imagem). O síncroton é um dos primeiros conceitos de acelerador a tornar possível a construção de instalações de larga escala, já que a curvatura, a concentração do feixe e a aceleração podem ser separados em diferentes componentes. O maior acelerador do tipo síncroton do mundo, e também o maior acelerador de partículas, é o LHC (Large Hadron Collider), localizado em Genebra com uma circunferência de 27 quilômetros, construído pelo European Organization for Nuclear Research (CERN). Ele pode acelerar feixes protônicos a uma energia de {\displaystyle {\mathsf {6.5\ TeV}}}.
O princípio do síncroton foi inventando por Vladimir Veksler em 1944. Edwin McMillan construiu o primeiro síncroton de elétrons em 1945, chegando à ideia independentemente, tendo desconhecimento da publicação de Veksler (a qual estava disponível somente em uma revista soviética, apesar de estar em inglês). O primeiro síncroton de prótons foi projetado por Sir Marcus Oliphant e construído em 1952.

## Tipos
Diversos tipos especializados de máquinas síncrotônicas são utilizadas:
- Um anel de armazenamento é um tipo especial de síncroton em que a energia cinética das partículas é mantida constante.
- Uma fonte de luz síncroton é uma combinação de diferentes tipos de aceleradores de elétrons, incluindo um anel de armazenamento em que a radiação eletromagnética desejada é gerada. Esta radiação é utilizada em estações experimentais localizadas em diferentes linhas de feixes. Em adição ao anel de armazenamento, a fonte de luz síncroton usualmente contém um acelerador linear (linac) e outro síncroton, que é chamado de booster neste contexto. O linac e o booster são usados para sucessivamente acelerar os elétrons a seu estado final de energia antes de eles serem magneticamente "arremessados" ao anel de armazenamento.
- Um colisor cíclico é também uma combinação de diferentes tipos de aceleradores, incluindo dois anéis de armazenamento interseccionados e os respectivos pré-aceleradores.

## Princípio de operação
O síncroton evoluiu do cíclotron, o primeiro acelerador de partículas. Enquanto um cíclotron clássico usa ambos um campo magnético governante e um campo eletromagnético de frequência constante, seu sucessor, o cíclotron isocrônico, funciona por variações do campo magnético governante, adaptando a crescente massa relativística das partículas durante a aceleração.
Em um síncroton, esta adaptação é feita pela variação da intensidade do campo magnético no tempo, ao invés do espaço. Para partículas que não estão próximas da velocidade da luz, a frequência do campo eletromagnético aplicado também pode mudar para ajustar o seu tempo não constante de circulação. Aumentando estes parâmetros em concordância com o ganho de energia das partículas, os caminhos de circulação podem ser mantidos contantes conforme elas são aceleradas. Isso permite que a câmara de vácuo para as partículas seja um grande toróide, ao invés de um disco como em designs prévios de aceleradores. Além disso, o perfil fino da câmara de vácuo permitiu um uso mais eficiente de campos magnéticos que em um cíclotron, permitindo a construção de síncrotons grandes de maior custo/benefício.
Enquanto os primeiros síncrotons e anéis de armazenamento como o Cosmotron e ADA utilizaram estritamente a forma toroidal, o forte princípio de concentração independentemente descoberto por Ernest Courante et allis e Nicholas Christofilos permitiu a completa separação do acelerador em componentes com funções especializadas ao longo do caminho da partícula, moldando o caminho em um polígono de pontas arredondadas. Alguns componentes importantes são as cavidades de rádio frequência para aceleração para aceleração direta, dipolos magnéticos (ímãs governantes) para deflexão das partículas e ímãs quadrupolos ou sextupolos para focalização do feixe.
A combinação de campos magnéticos governantes independentes do tempo e do princípio de concentração permitiram a implementação do design e da operação de instalações modernas de larga escala como colisores e fontes luminosas sincrotônicas. As seções retas ao longo do caminho fechado em tais instalações não são apenas necessárias para cavidades de rádio frequência, mas também para detectores de partículas (em colisores) e aparelhos de geração de fótons como wigglers e onduladores (em síncrotons de terceira geração).
A energia máxima que um acelerador cíclico pode transmitir é tipicamente limitada pela força máxima dos campos magnéticos e do raio mínimo (curvatura máxima) do caminho da partícula. Portanto um método para aumentar o limite de energia é utilizar ímãs supercondutores, não sendo limitados pela saturação magnética. Aceleradores de elétrons/pósitrons podem ser limitados pela emissão de radiação sincrotônica, resultando em perda parcial da energia cinética da partícula. A energia limitante do feixe é alcançado quando a perda de energia para a aceleração lateral requerida para manter o caminho do feixe em uma circunferência iguala-se à energia adicionada a cada ciclo.
Aceleradores de maiores potências são construídos através do uso de caminhos de maiores raios e utilizando mais e mais potentes cavidades microondulatórias. Partículas mais leves (como elétrons) perdem grande fração de sua energia quando defletidas. Analisando experimentalmente, a energia de aceleradores de elétrons/pósitrons é limitada por esta perda de radiação, enquanto que isso não desempenha um papel importante na dinâmica de aceleradores de prótons ou íons. A energia de tais aceleradores é estritamente limitada pela força de ímãs e pelo custo.

### Injeção
Diferentemente do cíclotron, síncrotons não possuem a capacidade de acelerar partículas com energia cinética nula; uma das razões óbvias para tal é que o caminho de fechado da partícula seria cortado por um aparelho que emite partículas. Logo, métodos foram desenvolvidos para injetar feixes de partículas pré-acelerados em um síncroton. A pré-aceleração pode ser realizada por uma cadeia de outras estruturas aceleradoras como uma linac, uma microton ou outro síncroton; todos esses, em troca, precisam ser alimentados por uma fonte de partículas que contém um simples fornecimento de alta voltagem, tipicamente um gerador Cockroft-Walton.
Começando de um valor inicial apropriado determinado pela energia de injeção, a força do campo dos dipolos magnéticos é então aumentada. Se as partículas de alta energia são emitidas no fim do procedimento de aceleração, exempli gratia para um alvo ou outro acelerador, a força do campo é novamente reduzida para o nível de injeção, começando um novo ciclo de injeção. Dependendo do método de controle magnético utilizado, o intervalo de tempo de um ciclo pode variar substancialmente entre diferentes instalações.

## Vantagens
O cíclotron convencional não funciona bem no caso de prótons com uma energia maior que 50 MeV, porque a hipótese fundamental do projeto, a de que a frequência de rotação de uma partícula carregada que circula na presença de um campo magnético não depende da velocidade, é válida apenas para velocidades muito menores que a velocidade da luz.
Para velocidades acima de 10% da velocidade da luz, devem ser usadas as equações da Teoria da Relatividade. De acordo com essa teoria, quanto maior a velocidade da partícula, maior a massa e menor a frequência de rotação. Assim, as partículas atrasam-se em  relação à frequência do oscilador, que tem um valor fixo, e a energia da partícula passa a aumentar cada vez menos, a cada rotação, tendendo para um valor constante.
Existe também um outro  problema: para um próton de 500 GeV num campo magnético de 1,5 T, o raio da trajetória é 1,1 km. No caso de um cíclotron convencional, o campo magnético teria que ser aplicado em toda a região limitada pela trajetória, o que exigiria um ímã de tamanho impraticável, com peças polares na ordem de 4 x 106 m2.
O síncrotron foi criado para solucionar esses dois problemas. Em vez de possuírem valores fixos, como no cíclotron convencional, o campo magnético {\displaystyle B} e a frequência do oscilador {\displaystyle f}{\displaystyle osc} variam com o tempo enquanto as partículas estão em aceleração.
Quando isso é realizado de forma correta:
1. A frequência de rotação das partículas permanece em equilíbrio com a frequência do oscilador;
2. As partículas descrevem uma trajetória circular em vez de espiral. Assim, o campo magnético precisa cobrir uma área bem menor, correspondente a essa trajetória.

Mesmo assim, no caso de partículas de alta energia, o raio da trajetória não pode deixar de ser grande.
O síncrotron do Fermi National Accelerator Laboratory (Fermilab), em Illinois, tem uma circunferência de 6,3 km e pode produzir prótons com uma energia na ordem de 1 TeV (=1012 eV).

## Funcionamento

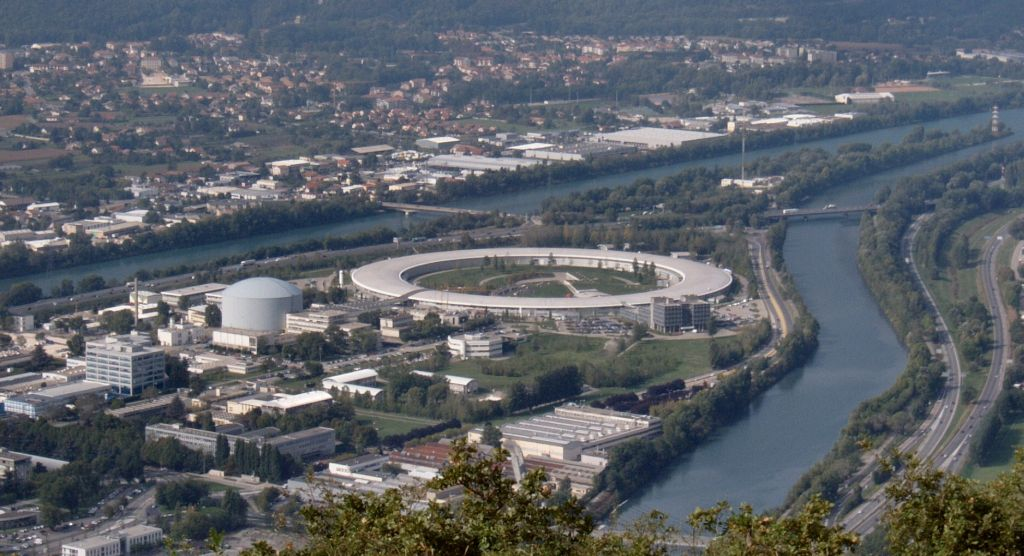
European synchrotron radiation facility, em Grenoble.

Um feixe de electrões é produzido num canhão eletrónico semelhante ao dos tubos de raios catódicos em (1).
Estes electrões são acelerados por um campo elétrico intenso num acelerador linear (2) que é conhecido por LINAC - Linear Accelerator. A tensão de aceleração é da ordem de 250 MV, pelo que a energia dos electrões à saída do LINAC é da ordem de 250 MeV. Segue-se uma aceleração na ordem dos GeV num pequeno acelerador circular (3) conhecido por Booster.
De seguida os electrões são ejetados do pequeno anel para o anel principal (4) conhecido por anel de armazenamento. Este anel é, na realidade, um polígono constituído por uma série de segmentos lineares em que nos ângulos existem magnetes potentes que deflectem os electrões de segmento linear para segmento linear. É nesta deflecção que ocorre a aceleração e, portanto, é emitida a radiação de sincrotrão que é depois utilizada nas linhas de trabalho onde se fazem as experiências (5 e 6, na figura). No European Synchrotron Radiation Facility, em Grenoble, França, existem 32 segmentos lineares e portanto, 32 estações de trabalho. O ESRF é financiado por 21 países.

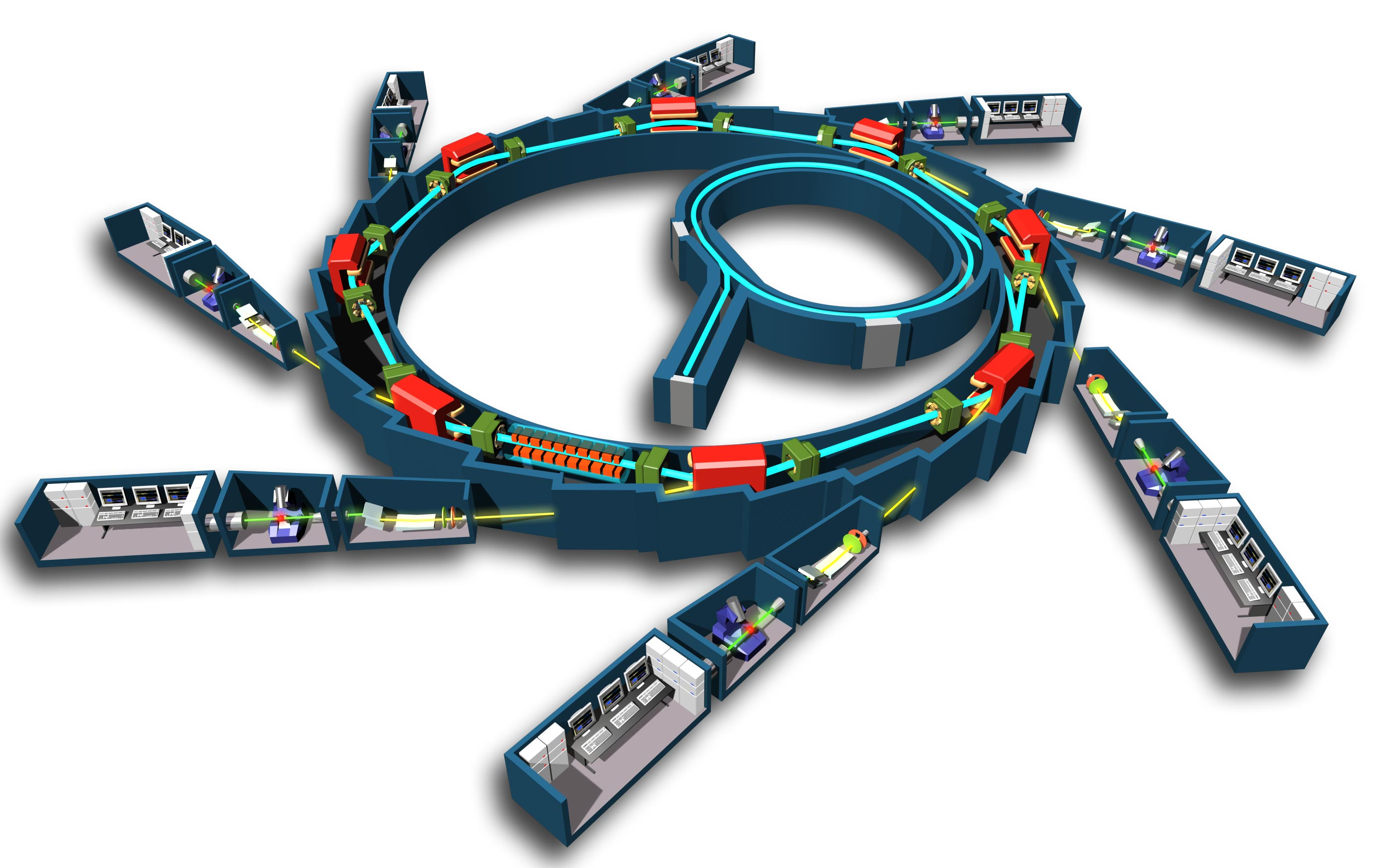
Esquema do síncrotron SOLEIL (Saclay, França).

O SOLEIL é um síncrotron de terceira geração,  inaugurado em 2006, no Centro CEA-Saclay, em Saint-Aubin (Essonne), no cluster tecnológico Paris-Saclay. Na figura à direita, o anel circular exterior é o síncrotron, que traz os elétrons (feixe de luz azul) para velocidades muito altas. Os elétrons são acelerados por campos elétricos nas seções retas, entre quadrados verdes. Os retângulos vermelhos são ímãs que dobram o feixe. Quando o feixe é dobrado, os elétrons emitem radiação síncrotron (em amarelo), especialmente raios-X; estes são enviados para as diversas linhas de luz (as linhas retas que se ramificam para fora do síncrotron). Cada linha de luz contém instrumentos científicos, experiências, etc. e recebe um intenso feixe de radiação.